# Cornelia Jakobs
Cornelia Jakobs, egentligen Anna Cornelia Jakobsdotter Samuelsson, född 9 mars 1992 i Nacka församling i Stockholms län, är en svensk sångerska och låtskrivare. Hon vann Melodifestivalen 2022 med låten "Hold Me Closer", och representerade därmed Sverige i Eurovision Song Contest 2022 i Turin där hon slutade på en fjärde plats.

## Biografi
Cornelia Jakobs är dotter till rockmusikern Jakob Samuel i gruppen The Poodles och till designern Fia Lönnborn (född 1968), samt sondotter till kyrkoherden och författaren Bengt Samuelsson och dirigenten och tonsättaren Kerstin Nerbe. Hon har studerat på Kulturama samt på Rytmus musikgymnasium i Stockholm mellan 2008 och 2011. Hon är medlem i popgruppen Stockholm Syndrome (tidigare Love Generation), med vilken hon bland annat tävlat i Melodifestivalen 2011 och 2012 under det tidigare namnet, Love Generation. 
År 2008 deltog hon i uttagningen till Idol men gick inte vidare. Hon deltog i Melodifestivalen 2021       som låtskrivare till låten ”Best of Me” som framfördes av Efraim Leo.
Cornelia tävlade som soloartist i den första deltävlingen av Melodifestivalen 2022 med låten "Hold Me Closer" som hon skrivit tillsammans med Isa Molin och David Zandén, där hon fick flest tittarröster och tog sig direkt till final. Hon vann finalen av Melodifestivalen 2022 där hon fick sammanlagt 146 poäng och fick därmed representera Sverige i Eurovision Song Contest 2022, där hon vann den andra semifinalen och slutade på en fjärde plats i finalen med 438 poäng. Vid finaldagen mottog hon även Composer Award-priset i Marcel Bezençon Award, vilket är ett årligt pris som delas ut i samband med  Eurovision Song Contest.
2023 deltog hon i SVT:s underhållningsprogram Songland.

## Diskografi

### Singlar (i urval)
| År   | Titel                 | Listplacering | Album   |
| År   | Titel                 | SVE           | Album   |
| ---- | --------------------- | ------------- | ------- |
| 2019 | "Hanging On"          | —             | Singlar |
| 2020 | "Weight of the World" | —             | Singlar |
| 2020 | "Dream Away"          | —             | Singlar |
| 2022 | "Hold Me Closer"      | 1             | Singlar |
| 2022 | "Fine"                | —             | Singlar |
| 2022 | "Rise"                | —             | Singlar |